# Luis Gallardo Fuentes
Luis Miguel Gallardo Fuentes (nacido el 27 de junio de 1986 en Paso Canoas, Chiriquí) es un exfutbolista panameño que jugó como mediocampista.

## Trayectoria
Nació en la ciudad fronteriza Paso Canoas ubicado entre Panamá y Costa Rica, Gallardo Jugó en Costa Rica con el club Pérez Zeledón desde 2001 hasta el 2005  fue transferido al  Columbus Crew de la Major League Soccer en abril de 2005, en el 2006 regreso al Pérez Zeledón. En febrero de 2008 debutó con el Tacuarembó de Uruguay, pero regresó a Costa Rica una vez más para jugar con la UCR en el verano de 2008. Un año después volvió a cruzar la frontera tras ser fichado por Atlético Chiriquí.
En enero de 2010 regreso a Costa Rica para jugar con el Herediano de la Primera División de Costa Rica, solo para ser liberado en abril de 2010. fichó por el Atlético Veragüense el resto de 2010 hasta mitad de año de 2011. Regreso a Costa Rica con el Municipal Coto Brus el resto de 2011 hasta a mitad de 2012. después fue fichó por el Tauro FC a mitad del 2013 y de allí se retiró del futbol profesional.

## Vida personal
Hijo de María Erenia Fuentes  y Jorge Gallardo, tiene una hermana llamada Georgina Vanessa Gallardo.

## Selección nacional

### Categorías inferiores
Gallardo fue convocado con la selección sub-20 de Panamá para el Torneo Sub-20 de la Concacaf 2005 y la Campeonato Mundial Juvenil de la FIFA 2005 en los Países Bajos.

### Selección absoluta
Gallardo ha jugado 5 partidos con la selección absoluta de fútbol de Panamá. Su debut con la selección absoluta fue para la clasificatoria hacia la Copa Mundial de la FIFA 2006 contra Estados Unidos el 12 de octubre de 2005 y su último partido fue un partido amistoso de mayo de 2007 contra Colombia.

### Participaciones en selección nacional
| Copa                     | Categoría | Sede           | Resultado      | Partidos | Goles |
| ------------------------ | --------- | -------------- | -------------- | -------- | ----- |
| Campeonato Sub-20 2005   | Sub-20    | Estados Unidos | Subcampeón     | 3        | 1     |
| Copa Mundial Sub-20 2005 | Sub-20    | Países Bajos   | Fase de grupos | 3        | 0     |

## Clubes
| Club                | País           | Año         |
| ------------------- | -------------- | ----------- |
| Pérez Zeledón       | Costa Rica     | 2001 - 2005 |
| Columbus Crew       | Estados Unidos | 2005        |
| Pérez Zeledón       | Costa Rica     | 2006 - 2007 |
| Tacuarembó FC       | Uruguay        | 2008        |
| UCR FC              | Costa Rica     | 2008 - 2009 |
| Atlético Chiriquí   | Panamá         | 2009        |
| Herediano           | Costa Rica     | 2010        |
| Atlético Veragüense | Panamá         | 2010 - 2011 |
| Municipal Coto Brus | Costa Rica     | 2011 - 2012 |
| Tauro FC            | Panamá         | 2013        |

## Palmarés

### Títulos nacionales
| Título           | Club     | País   | Año    |
| ---------------- | -------- | ------ | ------ |
| Primera División | Tauro FC | Panamá | 2013-A |